# Strabag
A STRABAG SE egy tőzsdén jegyzett osztrák építőipari vállalat, amelynek a központja Bécsben van. Ausztria legnagyobb építőipari vállalata és Európa egyik legnagyobb építőipari vállalata.
A cég hazai piacain, Ausztriában és Németországban, valamint Közép-, Kelet- és Délkelet-Európa valamennyi országában, így Magyarországon, továbbá Nyugat-Európában, az Arab-félszigeten, valamint Ausztráliában, Kanadában, Chilében, Kínában és Indiában is aktív. Ezeken a piacokon a STRABAG-nak leányvállalatai vannak vagy projektszerűen működik.

## Főbb projektek
A főbb projektek közé tartozik:
- az 1964-ben elkészült Alte Weser világítótorony az Északi-tengeren, [2]
- az iraki Baszrai nemzetközi repülőtér 1988-ban,[3]
- a dániai koppenhágai metró 2002-ben, [4]
- a manapouri második Tailrace alagút Új-Zélandon,
- a szófiai repülőtér [5] 2006, [6]
- a montenegrói Vrmac-alagút 2007-ben, [7]
- a 2010-ben elkészült írországi Limerick-alagút [8]
- a 2013-ban elkészült kanadai Niagara harmadik vízerőműalagút. [9]